# Сордук

Сордук — река в России, протекает в Нагорском районе Кировской области. Устье реки находится в 49 км по правому берегу реки Фёдоровка. Длина реки составляет 42 км, площадь водосборного бассейна 231 км². В 18 км перед устьем принимает справа реку Малый Сордук. До впадения Малого Сордука также называется Большой Сордук.
Река берёт начало на Северных Увалах в 31 км к юго-западу от посёлка Нагорск. Исток лежит на водоразделе, рядом берут начало притоки Вятки Озерница и Орловица. Сордук течёт на север по ненаселённому лесному массиву, на берегах несколько покинутых деревень. Притоки — Горелая, Ивовая, Олениха (левые); Малый Сордук (правый). Впадает в Фёдоровку ниже посёлка Бажелка (центр Метелевского сельского поселения). Ширина реки перед устьем — 12 метров.

## Данные водного реестра
По данным государственного водного реестра России относится к Камскому бассейновому округу, водохозяйственный участок реки — Вятка от истока до города Киров, без реки Чепца, речной подбассейн реки — Вятка. Речной бассейн реки — Кама.
По данным геоинформационной системы водохозяйственного районирования территории РФ, подготовленной Федеральным агентством водных ресурсов:
- Код водного объекта в государственном водном реестре — 10010300212111100031174
- Код по гидрологической изученности (ГИ) — 111103117
- Код бассейна — 10.01.03.002
- Номер тома по ГИ — 11
- Выпуск по ГИ — 1